# ʿĪdgāh

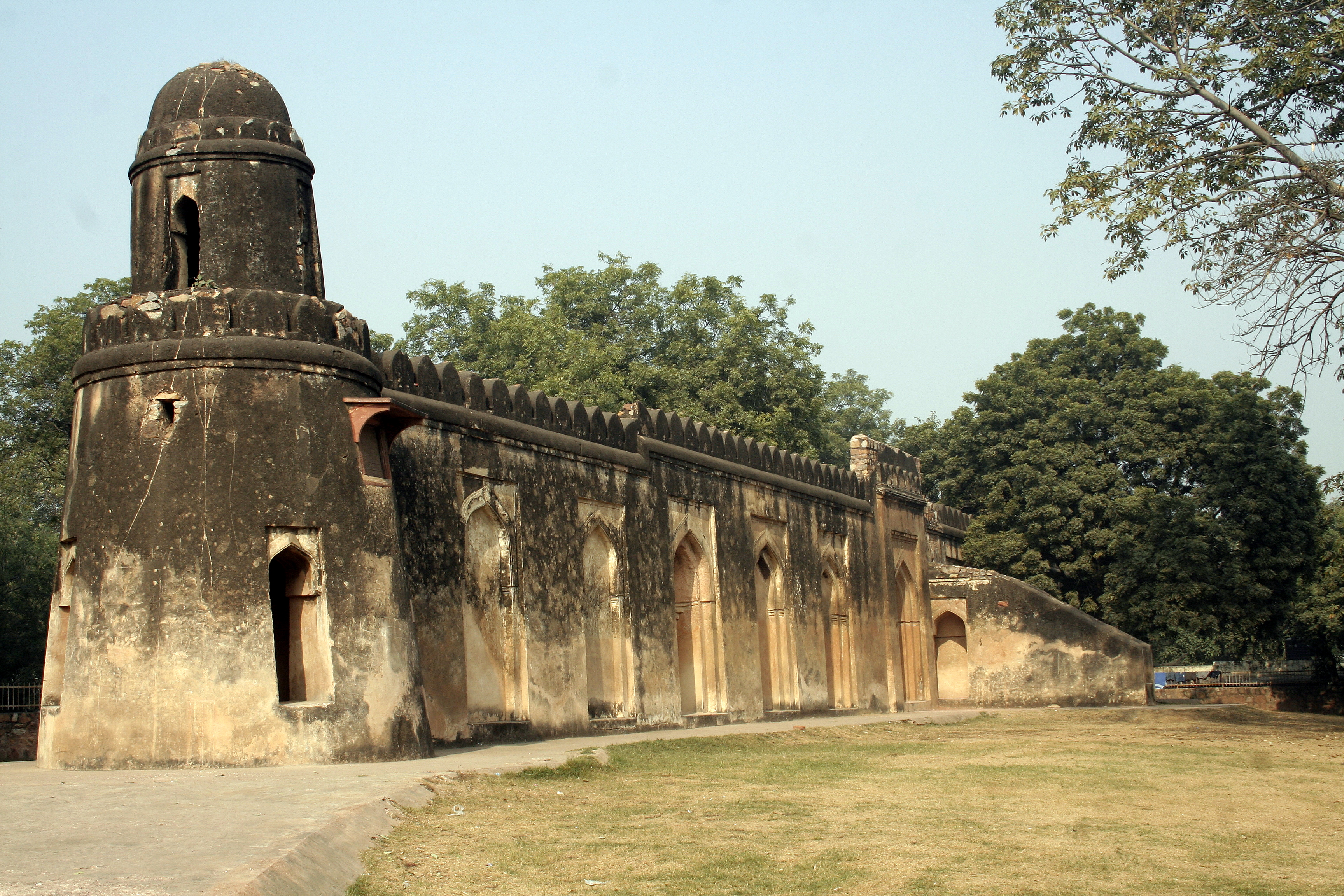
Eidgah in Delhi, Indien (14. Jh.)

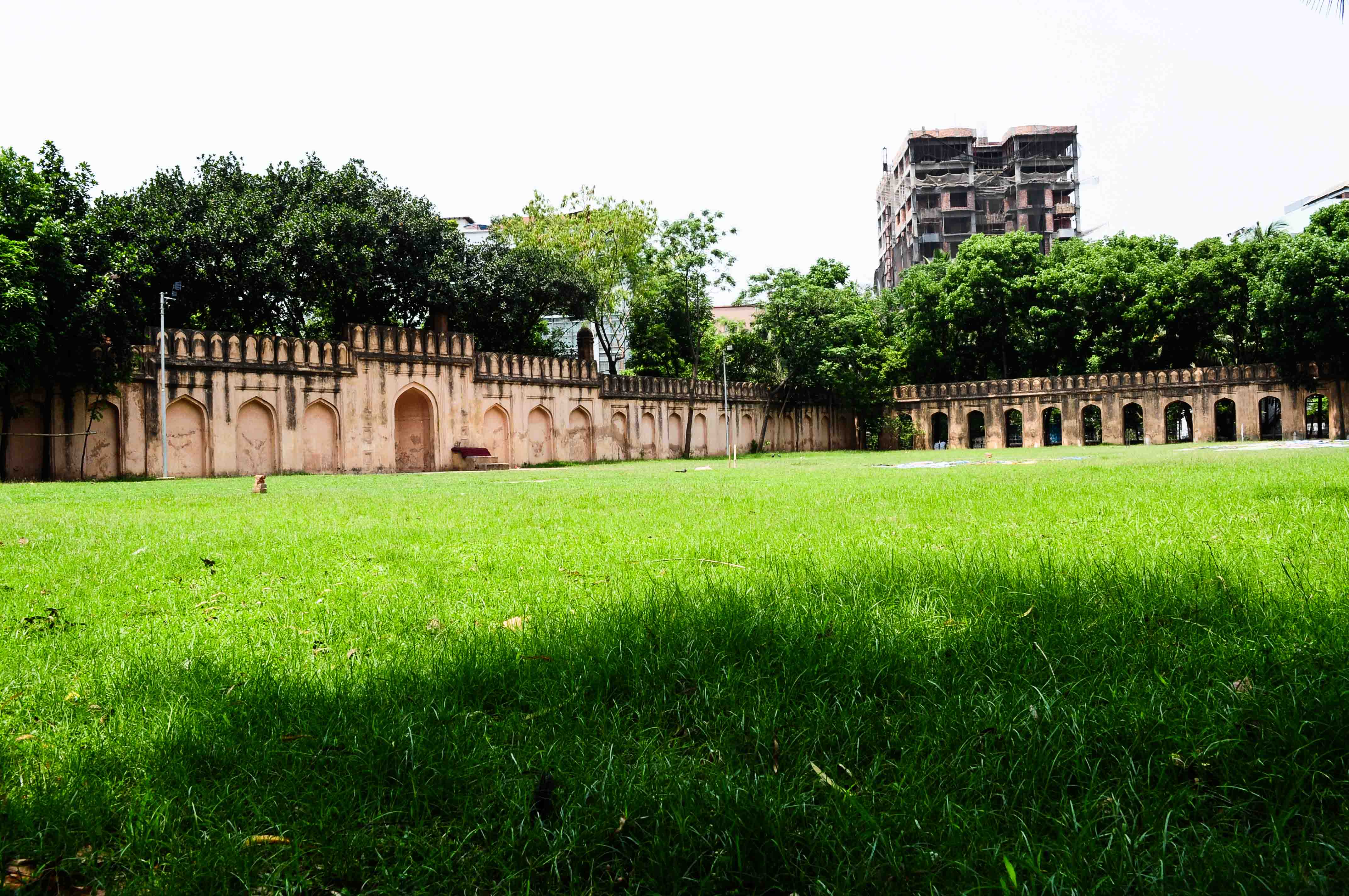
Eidgah in Dhaka, Bangladesch (17. Jh.)

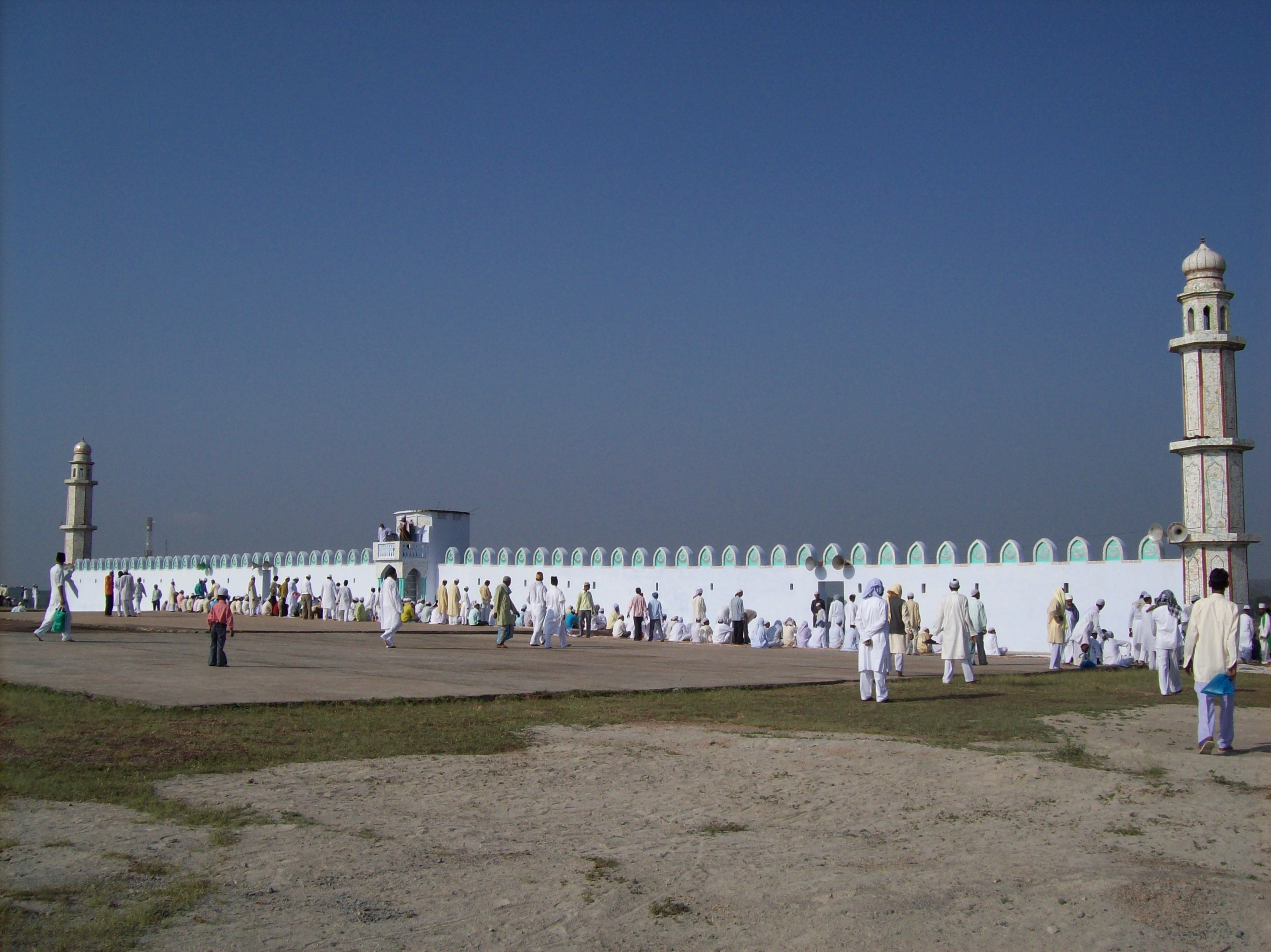
Eidgah in Mahoba, Indien (17. Jh.)

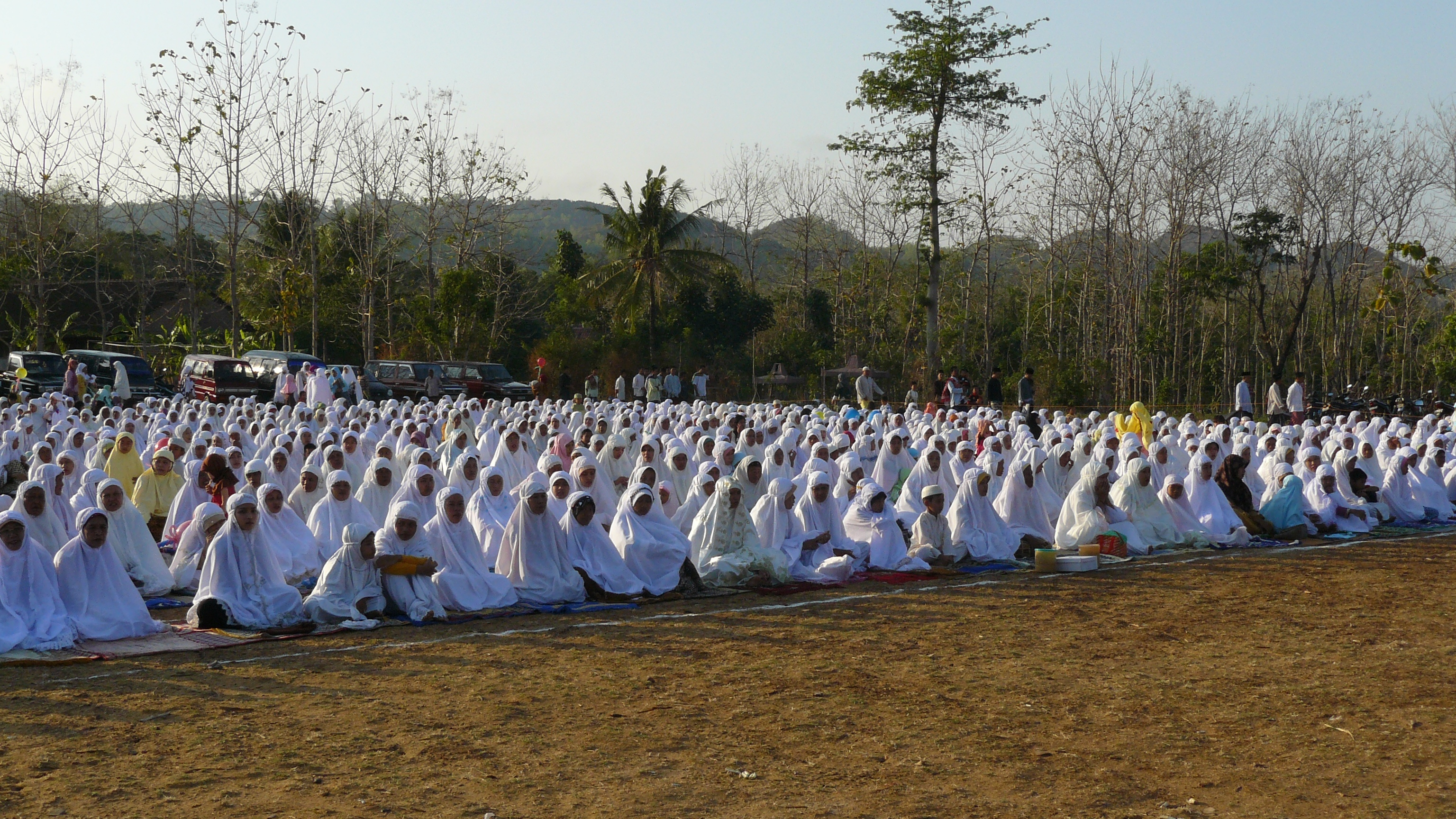
Eidgah-Gebet in Indonesien

Ein ʿĪdgāh (persisch عيدگاه, DMG ʿĪd-gāh, ‚Festplatz‘), auch Eidgah ausgesprochen, ist ein offener Platz am Rande einer Stadt, auf dem an den islamischen Festtagen ʿĪd al-Fiṭr und ʿĪd al-Aḍḥā das speziell für diese Tage vorgeschriebene Gebet (arabisch صلاة العيدين, DMG Ṣalāt al-ʿīdain, „Gebet der zwei Feste“) abgehalten wird.

## Hintergrund

### Tradition
Offene Gebetsplätze (musallās) stehen am Anfang der frühen und in hohem Maße nomadisch geprägten islamischen Gebetstradition; in geschlossene und überdachte Räume wich man nur bei schlechtem Wetter (Regen, Sandsturm) oder bei unerträglicher Hitze aus. Bereits frühe Quellen berichten, dass der Prophet (nabī) an beiden Festtagen einen etwa 1000 Schritte vom ummauerten Moscheehof (sahn) entfernten Platz aufsuchte; hier veränderte er jedoch die traditionelle Abfolge – so stand das gemeinsame Gebet (salāt) am Beginn der Veranstaltung und erst danach begann der Vorbeter (imam) seine Predigt (chutba).

### Rechtsgutachten
Spätere Rechtsgutachten (fatwās) bestätigen die alten Praktiken und begründen diese u. a. mit der großen Zahl städtischer Gläubiger, für die der Platz in einer Moschee oft nicht ausreichte. Durch das gemeinschaftliche Gebet aller Gläubigen auf einer großen Freifläche konnten darüber hinaus auch die Macht und die Kraft des Islam nach innen wie nach außen dokumentiert werden. Die Eid-Gebete in einer Moschee abzuhalten war zwar erlaubt, aber ein großer offener Platz wurde insgesamt als geeigneter angesehen.

## Architektur
Die zahlreichen Gebetsplätze der islamischen Welt waren und sind stets nach allen Seiten sowie nach oben hin offen; eine architektonische Gestaltung fand nicht statt. Hauptsächlich im persisch-indischen Raum und auch nur in wenigen Fällen wird jedoch die Gebetsrichtung (qibla) durch eine Wand angegeben, die überdies oft durch eine Nische (mihrab) und den erhöhten Sitz (minbar) des Vorbeters hervorgehoben ist. Seitliche Minarette sind nicht unbedingt erforderlich.